# Pallavolo ai I Giochi olimpici giovanili estivi
Le gare di pallavolo ai Giochi olimpici giovanili estivi del 2010 si sono svolte a Singapore dal 21 al 26 agosto.

## Squadre partecipanti

### Uomini
Girone A
- RD del Congo
- Russia
- Serbia

Girone B
- Argentina
- Cuba
- Iran

### Donne
Girone A
- Giappone
- Perù
- Singapore

Girone B
- Belgio
- Egitto
- Stati Uniti

## Medagliere
| Squadra     | Oro | Argento | Bronzo | Totale |
| ----------- | --- | ------- | ------ | ------ |
| Belgio      | 1   | 0       | 0      | 1      |
| Cuba        | 1   | 0       | 0      | 1      |
| Stati Uniti | 0   | 1       | 0      | 1      |
| Argentina   | 0   | 1       | 0      | 1      |
| Perù        | 0   | 0       | 1      | 1      |
| Russia      | 0   | 0       | 1      | 1      |